# Charlie Creed-Miles
Charlie Creed-Miles (* 24. März 1972 in Nottingham) ist ein britischer Schauspieler.
Mit der Schauspielerin Samantha Morton hat er die gemeinsame Tochter Esmé Creed-Miles, die ebenfalls als Schauspielerin tätig ist.

## Filmografie (Auswahl)
- 1987: The Gemini Factor (Fernsehserie, 6 Folgen)
- 1989: Screen Two (Fernsehserie, eine Folge)
- 1989: Press Gang (Fernsehserie, 12 Folgen)
- 1990/1995: The Bill (Fernsehserie, 2 Folgen)
- 1991: Gib’s ihm, Chris! (Let Him Have It)
- 1991: London schafft alle (London Kills Me)
- 1992: Screen One (Fernsehserie, eine Folge)
- 1993: The Punk
- 1994: Super Grass (Kurzfilm)
- 1994: The Chief (Fernsehserie, eine Folge)
- 1995: E wie Ecstasy (Loved Up, Fernsehfilm)
- 1997: Das fünfte Element (The Fifth Element)
- 1997: Nil by Mouth
- 1998: Zeit der Grausamkeit (Woundings)
- 1999: The Last Yellow
- 2000: Gangsters – The Essex Boys (Essex Boys)
- 2000: The Sins (Fernsehserie, 2 Folgen)
- 2002: Dead Casual (Fernsehfilm)
- 2004: Agatha Christie’s Marple (Fernsehserie, 1 Folge)
- 2004: King Arthur
- 2006: Born Equal (Fernsehfilm)
- 2007: Five Days (Fernsehserie, 5 Folgen)
- 2007: Skins – Hautnah (Skins, Fernsehserie, eine Folge)
- 2008: Criminal Justice (Fernsehserie, 2 Folgen)
- 2008: The End
- 2008: Barnet Shuffle (Kurzfilm; Regie, Drehbuch & Produktion)
- 2009: Freefall (Fernsehfilm)
- 2009: Harry Brown
- 2010: You and I
- 2010: Hereafter – Das Leben danach (Hereafter)
- 2011: Wild Bill
- 2011/2018: Silent Witness (Fernsehserie, 4 Folgen)
- 2013: Peaky Blinders – Gangs of Birmingham (Peaky Blinders, Fernsehserie, 4 Folgen)
- 2014–2016: Ripper Street (Fernsehserie, 3 Folgen)
- 2015: The Frankenstein Chronicles (Fernsehserie, 5 Folgen)
- 2017: Romans – Dämonen der Vergangenheit (Romans)
- 2019: Pflicht und Schande (Giri/Haji, Fernsehserie, 8 Folgen)

- 2024: Criminal Record (Fernsehserie)